# Махмудов, Арзи
Арзи Махмудов (узб. Orzu Mahmudov; 1910 — 1970) — советский узбекский государственный и партийный деятель. Первый секретарь Самаркандского обкома КП Узбекистана (1959—1964).

## Биография
Член ВКП(б) с 1941 г. В 1958 г. окончил Курсы переподготовки при ЦК КПСС.
- 1929—1939 гг. — учитель школы (Карадарьинский, Булунгурский, Жамбайский район), директор школы (Жамбайский район Узбекской ССР), заведующий Жамбайским районным отделом народного образования (Самаркандская область),
- 1940—1943 гг. — председатель исполнительного комитета Жамбайского районного Совета,
- 1943—1946 гг. — первый секретарь Пахтакорского районного комитета КП(б) Узбекистана,
- 1946 г. — третий секретарь Самаркандского областного комитета КП(б) Узбекистана,
- 1946—1950 гг. — председатель исполнительного комитета Самаркандского областного Совета,
- 1950—1952 гг. — первый секретарь Кашкадарьинского областного комитета КП(б) Узбекистана,
- 1952—1956 гг. — первый секретарь Кара-Калпакского областного комитета КП(б) — КП Узбекистана,
- 1958—1959 гг. — председатель исполнительного комитета Самаркандского областного Совета,
- 1959—1963 гг. — первый секретарь Самаркандского областного комитета КП Узбекистана,
- 1963—1964 гг. — первый секретарь Самаркандского сельского областного комитета КП Узбекистана,
- с 1964 г. — заместитель председателя исполнительного комитета Самаркандского сельского областного Совета.

Депутат Верховного Совета СССР 4 и 6 созывов.